# Lilian Ngoyi
Lilian Masediba Ngoyi, nota anche come Ma (o Mama) Ngoyi (1911 – 13 marzo 1980), è stata un'attivista e politica sudafricana che si oppose al regime dell'apartheid. Fu la prima donna eletta nel comitato esecutivo dell'African National Congress (ANC) e contribuì alla nascita del movimento politico Federation of South African Women.
Ngoyi fu fra le organizzatrici della cosiddetta Marcia delle donne che si tenne a Pretoria il 9 agosto 1956. La marcia aveva lo scopo di mobilitare le donne sudafricane e protestare contro l'Urban Area Act, un decreto del governo sudafricano che obbligava i neri a esibire speciali lasciapassare per entrare nelle zone urbane abitate dai bianchi.
Fu arrestata nel 1956 e rimase 71 giorni in isolamento. Successivamente, per 11 anni rimase in un regime di libertà vigilata e costretta a non allontanarsi dalla sua casa a Orlando, nella township di Soweto.
Un centro sanitario di Soweto è battezzato in suo onore. Inoltre, in occasione del cinquantesimo anniversario della marcia del 1956, la piazza in cui si riunirono le donne a Pretoria è stata ribattezzata Lilian Ngoyi Square.